# Filíppovskoie
Filíppovskoie (en rus: Филипповское) és un poble de l'óblast de Vladímir, a Rússia, segons el cens del 2010 tenia 644 habitants. Pertany al districte de Kirjatx.